# Akela (együttes)
Az Akela zenekar az 1990-es évek egyik legnépszerűbb thrash/heavy metal együttese volt Magyarországon. Nevük Rudyard Kipling A dzsungel könyve című művének egyik szereplőjéből, a farkasvezér Akelából ered.

## Farkas motívum
A farkas a zenekar imidzsében is fontos szerepet kapott: a rajongókat farkasfalkának nevezik, az együttes logója egy vicsorgó farkas, és több dalukban is fő metafora a farkaslét. Évente  farkasfarsangot tartanak a legkülönösebb helyszíneken (az utóbbi rendezvények többsége a budapesti Club 202 Live Music Hall-ban volt). Ezen kívül az együttes Katona „Főnök” László énekes egyedi hangvételű, a hétköznapi küzdelmeket leíró dalszövegeiről és sajátos énekstílusáról, valamint gyakori botrányairól közismert.

## Történet

### 90-es évek
A zenekart 1990-ben alapította meg a dunaújvárosi Pavelka Gyula szólógitáros és Pálvölgyi László basszusgitáros, hozzájuk csatlakozott Katona László énekes és Sobry József dobos. Az együttes hamar ismert lett, mivel a Moby Dickkel turnét tervező Dance zenekar visszalépett, így az Akela lépett fel az akkor már népszerű zenekarral. Nem sokkal később Györki István ritmusgitáros is csatlakozott az együtteshez, kialakítva így a klasszikus felállást (viszont a felállásban több dobos csere történt).
Első albumuk 1992-ben jelent meg a Hungaroton gondozásában A fenevad címmel, egy évre rá pedig a Farkastörvények, ugyancsak a Hungarotonnál. Utóbbi ma már klasszikusnak számít, 2015-ben felkerült a legnagyobb hatású magyar metal-albumok listájára. Sobry kilépésével Nagyfi Zoltán segédkezett a Fenevad koncertturné során. 1994-ben két lemezzel is jelentkezett az együttes, a Farkasfarsang ’94-gyel, amely egy – három új dalt is tartalmazó – koncertfelvétel, illetve a Félelem születése című koronggal, mely az együttes egyik legrövidebb lemeze.
1995-ben adták ki – immáron a Magneotonnál – a Farkastörvények mellett máig legnépszerűbb lemezüket, a Fekete bárányt, melyet az első két lemezen hallható felállással rögzítettek (Sobry József visszatért a dobok mögé). A koncertlemezen Ratkai Miklós, míg a Félelem születésén Kertész Gábor dobolt. Ezt követően újabb tagcserét hajtottak végre, a zenekar első feloszlásáig Szalai Gábor lett a dobos. 1996-ban ismét két lemezzel jelentkeztek, egy poénnak szánt punkos albummal, a Földi örömökkel, valamint a Fővárosi Emberkerttel. Az utóbbi album már jelezte, hogy a zenekar új irányt vett, amit a Fájdalomcsillapító című lemez tetőzött be 1997-ben. A modernebb irányzathoz, a nu metalhoz való közeledés megosztotta a zenekart, amelyből kilépett Györki István, így az utolsó, dupla albumot már nem vele, hanem Havasi Gáborral rögzítették. A Fű alatt (1998) hat új dalt, valamint egy koncertfelvételt tartalmazott. 1998 nyarán a zenekar megtartotta búcsúkoncertjét a Petőfi Csarnokban, ami után évekre nem lehetett hallani a zenekarról. Az 1990-1998 időszakban a zenét Pavelka Gyula szerezte.

### Ezredforduló után
2002-ben alakult újjá az együttes, ám sokáig nem tudott állandó felállással dolgozni. Pavelka Gyula nem tért vissza az együttesbe, majd újabb tagcserék következtek, míg végül 2004-re alakult ki az Akela második korszakának legsikeresebb felállása a régi-új dobossal, Ratkai Miklóssal, valamint két fiatal gitárossal, Kovács Attilával és Szijártó Zsolttal. Az új gitárosokkal az együttes visszakanyarodott az első lemezekhez, vagyis a tradicionális thrash metalhoz. Ez a felállás 2007-ig működött, ez idő alatt négy lemezt készítettek: Forr A Dalom (2004), Fog a dalom (2005, válogatáslemez, két új dallal), Fejetlenség (2006), Fattyúdal (2007). 2007-ben újfent feloszlott a zenekar, ám 2009-től kezdve ismét aktív. A két év szünet azonban újabb tagcserét hozott, a zenekar egyik alapítója, Pálvölgyi László kivált az együttesből, helyére Tóth László érkezett, a dobos pedig Király Zoltán lett. Ebben a felállásban az alapító tagok közül már csak Katona László maradt.

### Jelenkor
2011-ben Szijártó Zsolt kilépett az Omenből és az Akelából is, a Kárpátia zenekarhoz csatlakozva. Ebben az évben Pavelka Gyula több koncerten is csatlakozott a zenekarhoz néhány szám erejéig és 13 év után küszöbön állt a visszatérése az együttesbe, de erre végül nem került sor, a szólógitáros posztot Tóth Károly vette át. Tóth László kiválásával pedig Mezőfi József lett a zenekar basszusgitárosa. Ez a felállás 2016-ig volt stabil, a zenekar rendszeresen koncertezett az országban, sőt a határon túl is. Megjelent egy videóklip is Kámán Albert rendezésében, mely Nagy az Isten állatkertje névre hallgat. Kilenc év után, 2016-ban, jelent meg új Akela stúdióalbum, a Farkasmesék. 2016 októberében Király Zoltán kilépett az együttesből, a helyét Nagyfi Marcell vette át a doboknál. A 2017. október 31-i koncert után Tóth Károly távozott az együttesből, amelynek okairól saját Facebook oldalán számolt be. A zenekar a 2017-es év további koncertjein 4 fővel állt színpadra és nem kötött le újabb koncertet 2018-ra. A 2017. december 31-i koncert után az együttes, illetve Katona László Facebook oldala elérhetetlenné vált.
Nemsokára azonban az együttes újra hallatott magáról: a dobokhoz Király Zoltán tért vissza, az Omenbe távozó Mezőfi Józsefet pedig Havancsák Gyula váltotta a basszusgitáros poszton. 2018 őszétől a zenekar Katona "Főnök" Lászlót leszámítva teljesen új felállásban állt színpadra, ami 2019 nyaráig tartott. Bráder Benedek és Kovács Balázs végül maradtak a Főnök mellett, melléjük két új tag érkezett: Arany Máté szólógitáros és Harsányi Ferenc basszusgitáros. 2019 decemberében utóbbi azonban elhagyta a csapatot, helyére Ivanics Dániel érkezett. 2020 május végén jelentette be Kovács Balázs gitáros, hogy kilép a zenekarból. 2020-ban, a zenekar megalakulásának 30. évfordulója alkalmából, több koncerten vendégként lépett fel öt korábbi tag: Szijártó "Szupermen" Zsolt és Kovács "Pókember" Attila gitárosok,  Mezőfi József "November" basszusgitáros, valamint Király "Piócamen" Zoltán és Ratkai "Retek" Miklós dobosok. Pókember ugyanakkor "állandó sztárvendégként" játszik minden koncerten, Kovács Balázs helyett. 
2023-ban Ivanics Dániel, másik zenekara, a Nest In Plagues miatt kilépett a csapatból, helyére Mezőfi József "November" tért vissza.

## Tagok
Jelenlegi tagok 
- Katona László „Főnök” – ének (1990–)
- Kovács Attila „Pókember” – ritmusgitár (2003–2018, 2020–)
- Mezőfi József "November" - basszusgitár (2012–2018, 2023–)
- Bráder Benedek - dob (2018–)
- Arany Máté - szólógitár (2019–)

Korábbi tagok
- Pálvölgyi László – basszusgitár (1990–2007)
- Pavelka Gyula – gitár (1990–1998)
- Györki István „Kökény” – gitár (1991–1996, 2002–2003)
- Sobry József – dobok (1990–1992, 1995)
- Ratkai Miklós „Retek” – dobok (1992–1994, 2002–2007)
- Kertész Gábor „Napocska” – dobok (1994)
- Szalai Gábor „Stirlitz” – dobok (1995–1998, 2002–2003)
- Havasi Gábor – gitár (1997–1998, 2002–2003)
- Szijártó Zsolt „Szupermen” – gitár (2003–2011)
- Tóth László „Ájronmen” – basszusgitár (2009–2011)
- Tóth Károly "Kártmen" – gitár (2012–2017)
- Nagyfi Marcell - dobok (2017-2018)
- Király Zoltán "Piócamen"  – dobok (2008-2016, 2018)
- Havancsák Gyula – basszusgitár (2009, 2018)
- Kelemen József - gitár (2018-2019)
- Tóth Ervin - basszusgitár (2018-2019)
- Harsányi Ferenc "LuciFeri" – basszusgitár (2019)
- Kovács Balázs - gitár (2018-2020)
- Ivanics Dániel - basszusgitár (2019-2023)
- Lázár Bálint - basszusgitár - Ivanics Dániel helyettese.

## Diszkográfia

### Stúdióalbumok
- A fenevad (1992)
- Farkastörvények (1993)
- A félelem születése (1994)
- Fekete bárány (1995)
- Földi örömök (EP, 1996)
- Fővárosi Emberkert (1996)
- Fájdalomcsillapító (1997)
- Fű alatt (A oldal) (EP, 1998)
- Forr a dalom (2004)
- Fejetlenség (2006)
- Fattyúdal (2007)
- Farkas mesék (2016)

### Koncertlemezek
- Farkasfarsang (1994)
- Fű alatt (B oldal) (1998)

### Demóalbumok
- Demo (1990)
- Demo (1991)

### Válogatáslemez
- Fog-a-dalom (2005)